# يان روزينتال
يان روزينتال (بالألمانية: Jan Rosenthal)‏ (مواليد 7 أبريل 1986 في سولينغن - ألمانيا الغربية) لاعب كرة قدم ألماني يلعب حاليا لصالح نادي الدرجة الأولى هانوفر الألماني منذ 2005 في مركز الجناح الأيمن .

## روابط خارجية
- يان روزينتال على موقع قاعدة بيانات كرة القدم.إي يو (الإنجليزية)
- يان روزينتال على موقع بيانات كرة القدم. دي إي (الألمانية)
- يان روزينتال على موقع ليكيب (الفرنسية)
- يان روزينتال على موقع Soccerbase.com (لاعب) (الإنجليزية)
- يان روزينتال على موقع عالم كرة القدم.نت (الإنجليزية)
- يان روزينتال على موقع كووورة
- يان روزينتال على موقع AS.com (الإسبانية)